# اریک پرودون
 اریک پرودون (انگلیسی: Éric Prodon؛ زادهٔ ۲۷ ژوئن ۱۹۸۱) یک تنیس‌باز اهل فرانسه است.